# Andrej Nyikolajevics Gogolev
Andrej Nyikolajevics Gogolev (oroszul: Андрей Николаевич Гоголев; Nyizsnyij Novgorod, 1974. január 25. –) amatőr világbajnok orosz ökölvívó.

## Amatőr eredményei
- 2001-ben világbajnok középsúlyban.

## Profi karrierje
2006-ban kezdte profi pályafutását. Mindössze 2 mérkőzést vívott, és ezeket meg is nyerte.